# Brown City
Brown City – miasto w Stanach Zjednoczonych, w stanie Michigan, w hrabstwie Lapeer.